# Mentum (Insekt)

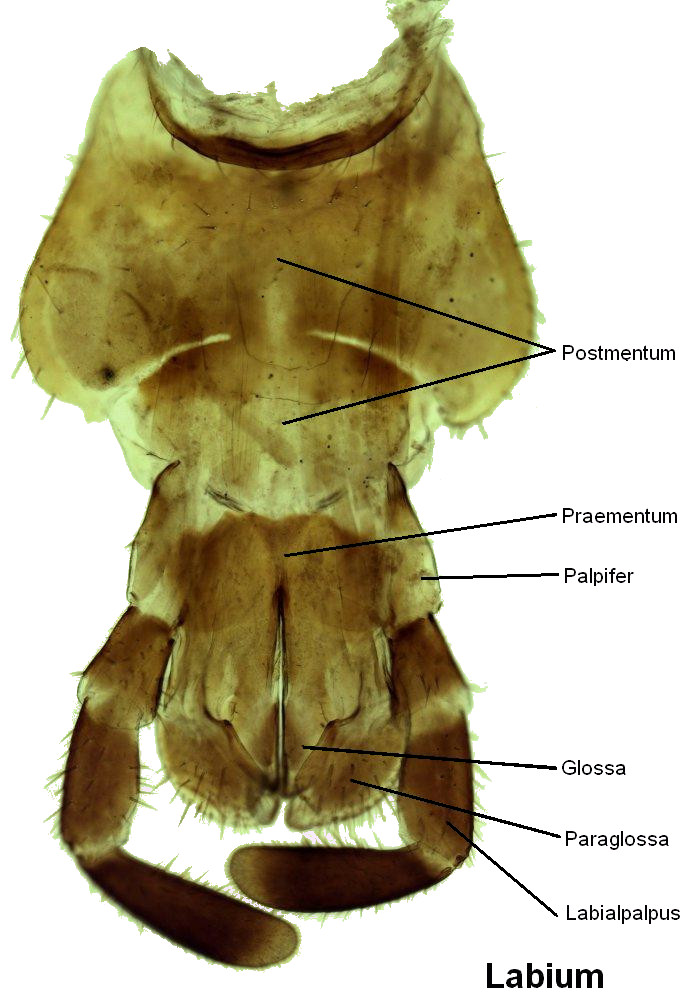
Labium der Amerikanischen Großschabe (Periplaneta americana) mit Beschriftung der einzelnen Teile

Das Mentum (lat. „Kinn“) ist der basale, zusammengewachsene Abschnitt der Unterlippe (Labium) der Insekten und damit ein Teil der Mundwerkzeuge. Es liegt in der Regel einem Submentum als gelenkige Verbindung zur Kopfkapsel an und teilt sich am oberen Ende in ein zweiteiliges Prämentum, das jedoch ebenfalls verwachsen sein kann. Außerdem trägt es den Lippentaster (Palpus labialis), der in der Regel dem Palpiger aufsitzt.
Das Mentum kann wie alle anderen Bestandteile der Mundwerkzeuge art- und gruppenabhängig sehr unterschiedlich ausgebildet sein. Insbesondere bei den Libellenlarven ist das Mentum stark verlängert und bildet gemeinsam mit dem Prämentum das Scharnier der Fangmaske.

## Belege
1. ↑  Mentum. In: Herder-Lexikon der Biologie. Spektrum Akademischer Verlag, Heidelberg 2003, ISBN 3-8274-0354-5.
2. 1 2  Gerhard Seifert: Entomologisches Praktikum. Georg Thieme Verlag, Stuttgart 1975, ISBN 3-13-455002-4, S. 267.